# Черкаська територіальна громада (Дніпропетровська область)
Черкаська селищна територіальна громада — територіальна громада в Україні, в Самарівському районі Дніпропетровської області, з адміністративним центром у селищі Черкаське.

## Загальна інформація
Площа території громади — 189,07 км², чисельність населення — 10 297 осіб (1.01.2020).

## Населені пункти
До складу громади увійшли селища Зарічне та Черкаське.

## Історія
Створена у 2019 році шляхом об'єднання Гвардійської та Черкаської селищних рад Новомосковського району Дніпропетровської області.
Склад громади затверджено розпорядженням Кабінету Міністрів України № 709-р від 12 червня 2020 року «Про визначення адміністративних центрів та затвердження територій територіальних громад Дніпропетровської області».
Відповідно до постанови Верховної Ради України № 807-IX від 17 липня 2020 року «Про утворення та ліквідацію районів», громада увійшла до складу новоствореного Новомосковського (Самарівського) району Дніпропетровської області.